# Gentleman's Relish

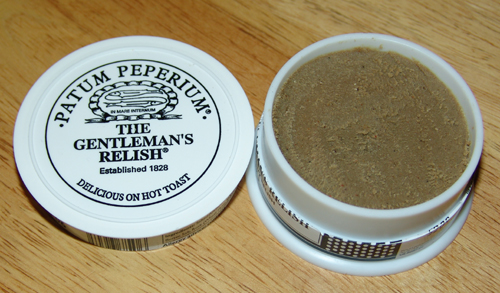
Il Diletto Del Gentiluomo

Il Gentleman's Relish (letteralmente Diletto Del Gentiluomo o Condimento Del Gentiluomo) è una preparazione alimentare a base di acciughe, nota anche come Patum Peperium (dal latino Pasta pepata), inventata nel 1828 da John Osborn. La sua ricetta esatta è tenuta segreta ed è nota solo a un dipendente di Elsenham Quality Fooswds, a Elsenham, nel Regno Unito; l'azienda è l'unica a commercializzare questo prodotto. Ha un sapore molto forte e sapido, contiene acciughe (almeno il 60%), burro, aromi e spezie.
Generalmente si consuma spalmato su fette di pane imburrato, da solo, con cetrioli, o con germogli di senape e crescione. Può anche essere aggiunto alla carne macinata nella torta di ricotta, nella torta di pesce, nella torta di patate o nelle crocchette. È, inoltre, comune mescolarlo con uova strapazzate o usarlo come condimento per le patate al forno. 
Lo Scotch woodcock (letteralmente: beccaccia scozzese), un piatto comunemente servito nella Gran Bretagna vittoriana, era costituito di una fetta di pane tostato condita con uova strapazzate e Gentleman's Relish o un'altra pasta di acciughe.